# Bachia cacerensis
Bachia cacerensis é uma espécie de lagarto da família Gymnophthalmidae. É endêmico do Brasil.